# Объединённый фронт освобождения угнетённых народов
Объединенный фронт освобождения угнетённых народов (сокр. ФУЛРО; фр. Front Uni de Lutte des Races Opprimées, FULRO, вьет. Mặt trận Thống nhất Đấu tranh của các Sắc tộc bị Áp bức)  — повстанческая группировка, действовавшая на территории Вьетнама в 1964—1992 годах, целью которой было создание автономии для народа дегаров, живших на горном плато Тэйнгуен.

## История
Американцам в 1965 году удалось убедить боевиков ФУЛРО прекратить вооружённые акции против вьетнамского населения и администрации. После Тетского наступления 1968 года, когда боевики ФУЛРО выступили против НФОЮВ, американцы приняли решение использовать ФУЛРО для прямого противостояния отрядам НФОЮВ в обмен на гарантии самостоятельности в отношениях с властями Южного Вьетнама. Комитет по делам горцев при американском посольстве в Сайгоне с середины 1968 года начал требовать от южновьетнамского правительства предоставления дегарам автономии. 19 декабря 1968 года было заключено соглашение между ФУЛРО и правительством Республики Вьетнам о придании легального статуса боевикам ФУЛРО, а также добровольном вхождении некоторых формирований ФУЛРО в состав Региональных сил Армии Республики Вьетнам.
После северовьетнамского вторжения в Южный Вьетнам десятки тысяч горцев, спасаясь от репрессий за сотрудничество с американцами и южновьетнамскими властями, были вынуждены бежать в Бирму и Таиланд. Другие же начали партизанскую войну против правительства ДРВ.
К началу 1990-х годов положение последних групп ФУЛРО, лишённых всякой поддержки, стало безнадёжным: они жили в пяти посёлках, отрезанных от внешнего мира. В 1992 году последние 407 боевиков ФУЛРО были разоружены миротворческими силами ООН в Камбодже.